# Marathon van Osaka 2007
De marathon van Osaka 2007 werd gelopen op zondag 28 januari 2007. Het was de 26e editie van deze marathon. Alleen vrouwelijke elitelopers mochten aan de wedstrijd deelnemen.
De Japanse Yumiko Hara zegevierde in 2:23.48.

## Uitslagen
| rang   | naam             | land | tijd    |
| ------ | ---------------- | ---- | ------- |
| Goud   | Yumiko Hara      | JPN  | 2:23.48 |
| Zilver | Mari Ozaki       | JPN  | 2:24.39 |
| Brons  | Yuri Kano        | JPN  | 2:24.43 |
| 4      | Kazue Ogoshi     | JPN  | 2:31.04 |
| 5      | Yuka Ezaki       | JPN  | 2:31.35 |
| 6      | Lidia Şimon      | ROU  | 2:32.09 |
| 7      | Nuţa Olaru       | ROU  | 2:33.47 |
| 8      | Yukako Goto      | JPN  | 2:33.51 |
| 9      | Miyuki Ando      | JPN  | 2:34.03 |
| 10     | Yoko Shibui      | JPN  | 2:34.15 |
| 11     | Asami Obi        | JPN  | 2:34.50 |
| 12     | Tomo Morimoto    | JPN  | 2:38.24 |
| 13     | Satoko Uetani    | JPN  | 2:38.35 |
| 14     | Maki Inami       | JPN  | 2:39.26 |
| 15     | Tomoko Nishimoto | JPN  | 2:41.34 |
| 16     | Junko Suzuki     | JPN  | 2:43.41 |
| 17     | Masami Sakata    | JPN  | 2:44.46 |
| 18     | Hiroko Sho       | JPN  | 2:46.07 |
| 19     | Reiko Kobayashi  | JPN  | 2:48.57 |
| 20     | Chiyoe Takashima | JPN  | 2:49.02 |

1982 ·
1983 ·
1984 ·
1985 ·
1986 ·
1987 ·
1988 ·
1989 ·
1990 ·
1991 ·
1992 ·
1993 ·
1994 ·
1995 ·
1996 ·
1997 ·
1998 ·
1999 ·
2000 ·
2001 ·
2002 ·
2003 ·
2004 ·
2005 ·
2006 ·
2007 ·
2008 ·
2009 ·
2010 ·
2011 · 
2012 ·
2013 ·
2014 ·
2015 ·
2016 ·
2017